# Ghiacciaio di Rosenlaui
Il ghiacciaio di Rosenlaui (in tedesco Rosenlauigletscher) è un ghiacciaio lungo 5 km (2005) nelle Alpi bernesi nel Canton Berna in Svizzera. Nel 1973 aveva una superficie di 6,14 km².

## Galleria d'immagini

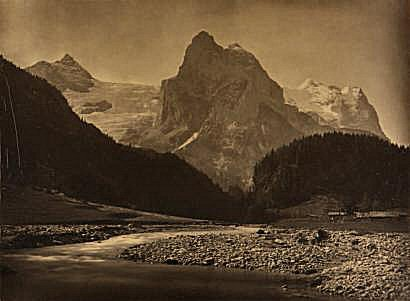
Wellhorn e il ghiacciaio di Rosenlaui, fotografati da Adolphe Braun intorno al 1860
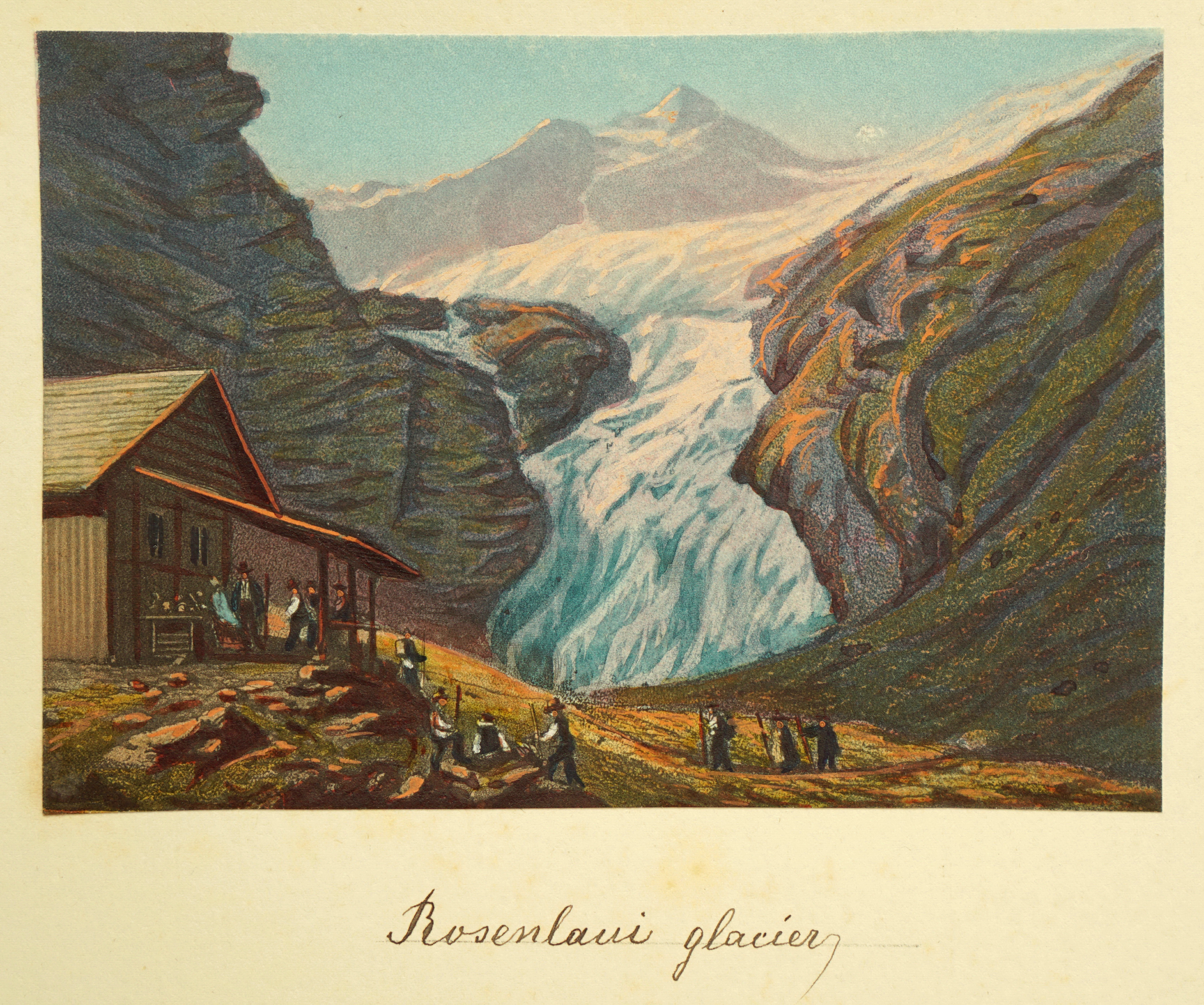
Il ghiacciaio di Rosenlaui in una litografia di Johann Heinrich Müller (1870/80 circa)
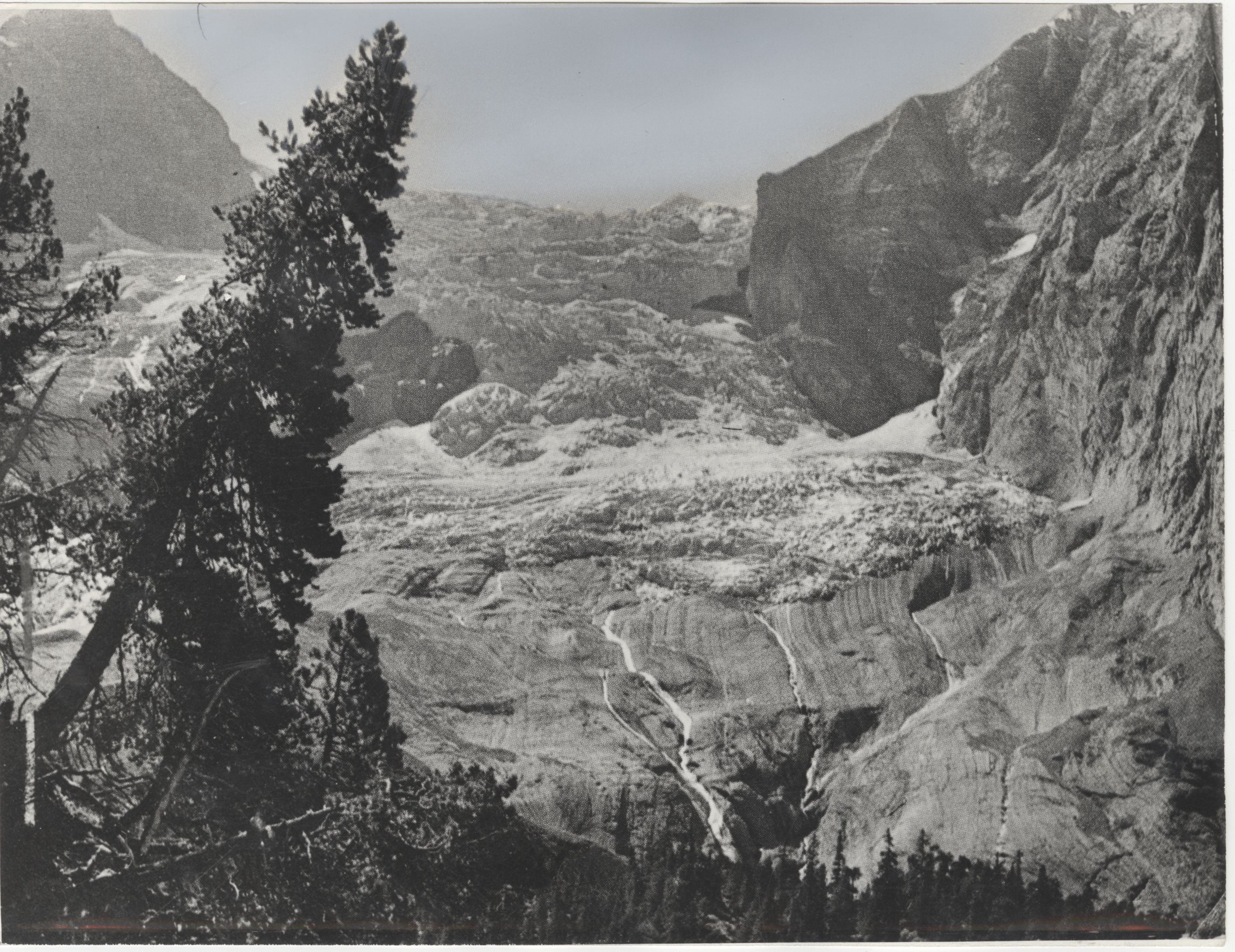
Il ghiacciaio di Rosenlaui in una foto dell'Archivio storico del Touring Club Italiano del 1967